# Monument Mathelat
Le monument Mathelat est un monument situé à Cemboing, en France.

## Localisation
Le monument est situé sur la commune de Cemboing, dans le département français de la Haute-Saône.

## Historique
L'édifice est inscrit au titre des monuments historiques en 1997.